# 슬래시필름
슬래시필름(영어: /Film)은 영화 관련 소식이나 평가, 인터뷰, 예고편 등을 다루는 블로그이다. 피터 쉬레타(Peter Sciretta)가 2005년 8월에 설립했다.